# William Carroll

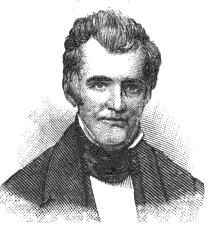
William Carroll.

William Carroll, född 3 mars 1788 i Allegheny County, Pennsylvania, död 22 mars 1844 i Nashville, Tennessee, var en amerikansk politiker. Han var guvernör i delstaten Tennessee 1821-1827 och 1829-1835.
Carroll flyttade 1810 till Nashville och gifte sig 1813 med Cecelia Bradford. Han deltog i 1812 års krig och sårades 1814 i slaget vid Horseshoe Bend i creek-kriget. Under kriget blev han vän med Andrew Jackson, något som visade sig betydande för den politiska karriären efter kriget.
Som demokrat-republikan tjänstgjorde Carroll tre tvååriga mandatperioder som guvernör i Tennessee. Han efterträddes 1827 av Sam Houston. Andrew Jackson grundade 1828 demokraterna och Carroll gick med i Jacksons nya parti. Som demokrat tjänstgjorde han ytterligare tre tvååriga mandatperioder som guvernör. Allt som allt var han guvernör i över tolv års tid, vilket gör Carroll till den långvarigaste guvernören i delstatens historia. Även John Sevier hade varit sex mandatperioder som guvernör men hans första mandatperiod var kortare och hans tid som guvernör uppgår inte till fulla tolv år.
Carroll County, Tennessee har fått sitt namn efter William Carroll. Sonen William Henry Carroll var brigadgeneral i Amerikas konfedererade staters armé under amerikanska inbördeskriget.
William Carrolls grav finns på Old Nashville City Cemetery i Nashville.